# 1732
Il 1732 (MDCCXXXII in numeri romani) è un anno bisestile del XVIII secolo.

## Eventi
- 6 gennaio – Viene inaugurato il Teatro Filarmonico di Verona con l'opera di Vivaldi La fida ninfa su libretto di Scipione Maffei.
- 21 gennaio – Russia e Persia firmano il trattato di Resht.
- 29 novembre – Il terremoto dell'Irpinia provoca migliaia di vittime.
- 7 dicembre – Apertura della Royal Opera House al Covent Garden di Londra.
- Il compositore Johann Sebastian Bach scrive la Cantata del caffè, in seguito alle proteste popolari per l'istituzione di una tassa sulla bevanda (il caffè, appunto).
- A Roma, termina la costruzione del Palazzo delle Scuderie Papali, iniziato nel 1722.
- Concorso per la facciata di San Giovanni in Laterano indetto dal papa Clemente XII, vinto da Alessandro Galilei.
- Papa Clemente XII riconosce il "Collegio dei Cinesi", fondato pochi anni prima da Matteo Ripa e destinato con la legge delle guarentigie a diventare il Regio Istituto Universitario Orientale e infine l'Università di Napoli "L'Orientale", uno dei più prestigiosi atenei orientalistici del mondo.
- Fondazione della Georgia, l'ultima delle 13 colonie.

## Nati

### Gennaio
- 1º gennaio - Julie Bondeli, scrittrice e socialite svizzera († 1778)
- 2 gennaio - František Xaver Brixi, compositore e organista ceco († 1771)
- 7 gennaio - Nicola Giustiniani, ceramista italiano († 1815)
- 8 gennaio - Baldassarre Orsini, architetto e storico dell'arte italiano († 1810)
- 10 gennaio - Charles Monnet, pittore, disegnatore e illustratore francese († 1819)
- 10 gennaio - Giovanni Battista Rivellini, arcivescovo cattolico italiano († 1795)
- 11 gennaio - Peter Forsskål, esploratore, filosofo e naturalista svedese († 1763)
- 14 gennaio - Joseph Daquin, medico francese († 1815)
- 15 gennaio - Francesco Paolo Perremuto, arcivescovo cattolico italiano († 1791)
- 15 gennaio - Jean-Baptiste-Antoine Suard, giornalista francese († 1817)
- 16 gennaio - Antonio Vigni, fantino italiano
- 17 gennaio - Stanislao II Augusto Poniatowski, re († 1798)
- 19 gennaio - Shuja' al-Dawla, politico indiano († 1775)
- 20 gennaio - Richard Henry Lee, politico statunitense († 1794)
- 21 gennaio - Federico II Eugenio di Württemberg, nobile tedesco († 1797)
- 23 gennaio - Agostino Dal Pozzo, presbitero, storico e scrittore italiano († 1798)
- 24 gennaio - Pierre-Augustin Caron de Beaumarchais, drammaturgo francese († 1799)
- 25 gennaio - François Devosge, scultore e pittore francese († 1811)

### Febbraio
- 2 febbraio - Cyrus Bustill, attivista statunitense († 1806)
- 6 febbraio - Charles Lee, generale britannico († 1782)
- 6 febbraio - Jean Joseph Pierre Pascalis, avvocato francese († 1790)
- 15 febbraio - Nikolaus Joseph Albert von Diesbach, gesuita e scrittore svizzero († 1798)
- 17 febbraio - François de Robespierre, avvocato e insegnante francese († 1777)
- 18 febbraio - Giovanni Borgi, artigiano italiano († 1798)
- 18 febbraio - Johann Christian Kittel, compositore e organista tedesco († 1809)
- 19 febbraio - Richard Cumberland, scrittore e drammaturgo inglese († 1811)
- 22 febbraio - Johann Sigismund Friedrich von Khevenhüller-Metsch, nobile e diplomatico austriaco († 1801)
- 22 febbraio - Jean-Bernard Restout, pittore e disegnatore francese († 1797)
- 22 febbraio - George Washington, politico e generale statunitense († 1799)
- 23 febbraio - Christiana Nickson, nobildonna irlandese († 1788)
- 27 febbraio - Jean de Dieu-Raymond de Boisgelin de Cucé, cardinale e arcivescovo cattolico francese († 1804)

### Marzo
- 1º marzo - William Cushing, giudice statunitense († 1810)
- 2 marzo - Giovanni Girolamo Calepio, presbitero e saggista italiano († 1810)
- 5 marzo - Domenico Blasucci, religioso italiano († 1752)
- 10 marzo - Jean Fabre de la Martillière, generale e politico francese († 1819)
- 12 marzo - Joseph Gaertner, botanico tedesco († 1791)
- 13 marzo - Benedetto Cervone, vescovo cattolico italiano († 1788)
- 14 marzo - Abraham Somes, militare statunitense († 1819)
- 17 marzo - Johann Jacob Volkmann, scrittore tedesco († 1803)
- 19 marzo - Giovanni Domenico Straticò, vescovo cattolico, teologo e letterato italiano († 1799)
- 23 marzo - Adelaide di Borbone-Francia, principessa francese († 1800)
- 24 marzo - Gian Francesco de Majo, compositore italiano († 1770)
- 30 marzo - Fedele Fischetti, pittore italiano († 1792)
- 31 marzo - Franz Joseph Haydn, compositore austriaco († 1809)
- 31 marzo - Giuseppe Amedeo Sallier de la Tour, generale italiano († 1820)
- 31 marzo - Maria Enrichetta Giuseppa di Fürstenberg-Stühlingen, principessa tedesca († 1772)

### Aprile
- 5 aprile - Jean-Honoré Fragonard, pittore francese († 1806)
- 6 aprile - José Celestino Mutis, presbitero, botanico e matematico spagnolo († 1808)
- 6 aprile - Louis Armand Constantin de Rohan, ammiraglio francese († 1794)
- 13 aprile - Philibert Aspairt, francese († 1793)
- 13 aprile - Frederick North, nobile e politico inglese († 1792)
- 14 aprile - Ferrante de Gemmis, filosofo e letterato italiano († 1803)
- 16 aprile - Filippo Marchionni, architetto e pittore italiano († 1805)
- 20 aprile - Carlo Bianconi, pittore, scultore e architetto italiano († 1802)
- 20 aprile - Alexandre Marie Léonor de Saint-Mauris de Montbarrey, politico e nobile francese († 1796)

### Maggio
- 17 maggio - Johann Carl Gehler, mineralogista e anatomista tedesco († 1796)
- 17 maggio - Francesco Pasquale Ricci, presbitero, compositore e violinista italiano († 1817)
- 19 maggio - Johann Christoph von Wöllner, mistico, presbitero e politico tedesco († 1800)
- 20 maggio - Hedvig Catharina De la Gardie, nobildonna svedese († 1800)
- 26 maggio - Francesco Sozzi, pittore italiano († 1795)
- 27 maggio - Cristoforo Unterperger, pittore italiano († 1798)
- 31 maggio - Hieronymus von Colloredo, arcivescovo cattolico e mecenate austriaco († 1812)

### Giugno
- 4 giugno - Bartolomeo Lorenzi, abate e poeta italiano († 1822)
- 7 giugno - Giuseppe Demachi, compositore italiano
- 8 giugno - Federico Francesco di Brunswick-Wolfenbüttel, generale tedesco († 1758)
- 12 giugno - Giuseppe Diziani, pittore e restauratore italiano († 1803)
- 14 giugno - Luigi Antonio Lanzi, gesuita, archeologo e storico dell'arte italiano († 1810)
- 15 giugno - Roberto Costaguti, vescovo cattolico, umanista e oratore italiano († 1818)
- 21 giugno - Johann Christoph Friedrich Bach, compositore tedesco († 1795)
- 27 giugno - Carolina di Stolberg-Gedern, nobildonna tedesca († 1796)
- 29 giugno - Sofia Luisa di Anhalt-Bernburg, nobile († 1786)

### Luglio
- 6 luglio - Charles Bruce, V conte di Elgin, nobile scozzese († 1771)
- 11 luglio - Jérôme Lalande, astronomo francese († 1807)
- 20 luglio - Raffaele Agostino De Ferrari, doge († 1801)
- 21 luglio - James Adam, architetto scozzese († 1794)
- 21 luglio - Amalia di Sassonia-Hildburghausen, duchessa († 1799)
- 25 luglio - Giovanni Nepomuceno Carlo di Hohenzollern-Hechingen, vescovo cattolico polacco († 1803)

### Agosto
- 8 agosto - Johann Christoph Adelung, linguista tedesco († 1806)
- 17 agosto - Filippo Lancellotti, cardinale italiano († 1794)
- 30 agosto - Elisabetta Federica Sofia di Brandeburgo-Bayreuth, duchessa († 1780)

### Settembre
- 4 settembre - Jean-Baptiste Nôtre, compositore e organista francese († 1807)
- 6 settembre - Vicente Tofiño de San Miguel, navigatore e cartografo spagnolo († 1795)
- 16 settembre - Pancrazio Amoretti, incisore italiano († 1816)
- 17 settembre - Karl Samuel Andersch, medico e anatomista tedesco († 1777)
- 25 settembre - Angelo Fabroni, storico e religioso italiano († 1803)
- 26 settembre - José de Córdova y Ramos, ammiraglio e esploratore spagnolo († 1815)
- 29 settembre - Samuel Musgrave, filologo classico e medico inglese († 1780)
- 30 settembre - Jacques Necker, politico e economista svizzero († 1804)

### Ottobre
- 6 ottobre - John Broadwood, imprenditore scozzese († 1812)
- 6 ottobre - Nevil Maskelyne, astronomo britannico († 1811)
- 6 ottobre - Cosimo Morelli, architetto italiano († 1812)
- 7 ottobre - William Capell, IV conte di Essex, nobile inglese († 1799)
- 10 ottobre - Auguste-Denis Fougeroux de Bondaroy, botanico francese († 1789)
- 11 ottobre - Raphael Bienvenu Sabatier, chirurgo francese († 1811)
- 12 ottobre - Charles-Pierre Colardeau, poeta, drammaturgo e traduttore francese († 1776)
- 22 ottobre - Anton Brugmans, fisico olandese († 1789)
- 23 ottobre - Nicola Buschi, arcivescovo cattolico italiano († 1813)
- 24 ottobre - Cristina Roccati, fisica e poetessa italiana († 1797)
- 28 ottobre - Giuseppe Aprile, compositore e cantante castrato italiano († 1813)
- 30 ottobre - Leopoldo da Gaiche, presbitero italiano († 1815)
- 31 ottobre - Jean Bardin, pittore francese († 1809)

### Novembre
- 9 novembre - Jeanne Julie Éléonore de Lespinasse, scrittrice francese († 1776)
- 11 novembre - Francesco Luserna Rorengo di Rorà, arcivescovo cattolico italiano († 1778)
- 13 novembre - John Dickinson, politico e avvocato statunitense († 1808)
- 19 novembre - Antoine-Jean Amelot de Chaillou, politico francese († 1795)
- 19 novembre - Giuseppe Geremia, musicista e compositore italiano († 1814)
- 19 novembre - Filippo Rosa Morando, letterato, drammaturgo e poeta italiano († 1757)
- 28 novembre - Massimiliano di Salm-Salm, militare tedesco († 1773)

### Dicembre
- 2 dicembre - Federico Guglielmo di Hohenlohe-Kirchberg, generale austriaco († 1796)
- 6 dicembre - Warren Hastings, politico britannico († 1818)
- 13 dicembre - Jean-Claude Trial, violinista e compositore francese († 1771)
- 15 dicembre - Carl Gotthard Langhans, architetto tedesco († 1808)
- 23 dicembre - Richard Arkwright, ingegnere e imprenditore inglese († 1792)
- 29 dicembre - Marc-Antoine Thierry de Ville-d'Avray, nobile francese († 1792)

### Senza giorno specificato
- John Julius Angerstein, imprenditore russo († 1823)
- Pietro Bardellino, pittore italiano († 1806)
- Ivan Barkov, scrittore, traduttore e poeta russo († 1768)
- Karl Bechon, miniatore polacco († 1812)
- Giuseppe Belli, cantante castrato italiano († 1760)
- Andrew Burnaby, viaggiatore e presbitero britannico († 1812)
- Giovanni Battista Cantalupi, pittore italiano († 1780)
- George Colman il Vecchio, drammaturgo e saggista inglese († 1794)
- Guillaume-Martin Couture, architetto francese († 1799)
- Joseph Nikolaus De Vins, generale austriaco († 1798)
- Pierre-Louis-Olivier Desclozeaux, avvocato e giurista francese († 1816)
- Jean-François Durande, botanico e medico francese († 1794)
- Lorenzo Feliciati, pittore italiano († 1799)
- Onofrio Galeota, patriota italiano († 1802)
- Pierre Gouthière, disegnatore e orafo francese († 1813)
- David Hartley il giovane, politico e inventore inglese († 1813)
- Jean-Charles-Pierre Lenoir, poliziotto francese († 1807)
- Vicente Le Quang Liem, religioso e missionario vietnamita († 1773)
- Vincenzo Moncada, nobile, politico e militare italiano († 1805)
- Mariano Morini, religioso e fisico italiano († 1801)
- Pakubuwono III, sovrano indonesiano († 1788)
- Gregorio Petondi, architetto svizzero († 1817)
- Giuseppe Picano, scultore italiano
- Aleksandr Aleksandrovič Prozorovskij, generale russo († 1809)
- William Wynne Ryland, incisore inglese († 1783)
- Luigi Antonio Sabbatini, francescano e compositore italiano († 1809)
- Enrico Sanclemente, abate e numismatico italiano († 1815)
- Abbas III, persiano († 1740)
- Joseph Smith, generale britannico († 1790)
- Joseph von Sonnenfels, romanziere e giurista austriaco († 1817)
- John Strange, diplomatico, archeologo e scienziato britannico († 1799)
- Robert Strawbridge, religioso irlandese († 1781)
- John Twigg, artigiano britannico († 1790)
- Francesco Vaccà Berlinghieri, chirurgo italiano († 1812)
- Clarice Vasini, pittrice e scultrice italiana († 1823)
- Filippo Vivalda, politico e militare italiano († 1808)
- Gustavus Waltz, basso tedesco († 1759)
- Pedro de Cárdenas y Blancardi, ammiraglio spagnolo († 1810)
- Guillaume du Barry, nobile francese († 1811)

## Morti

### Gennaio
- 1º gennaio - Nicolò Grimaldi, cantante castrato italiano (n. 1673)
- 5 gennaio - Jacques-Philippe Ferrand, pittore e miniatore francese (n. 1653)
- 17 gennaio - Josef Antonín Planický, compositore boemo (n. 1691)
- 20 gennaio - Giuseppe Bolagnos, nobile, diplomatico e politico spagnolo (n. 1668)
- 21 gennaio - Robbert Duval, pittore, incisore e decoratore olandese (n. 1649)
- 27 gennaio - Bartolomeo Cristofori, cembalaro, organaro e liutaio italiano (n. 1655)

### Febbraio
- 6 febbraio - Hans Caspar von Bothmer, diplomatico e politico tedesco (n. 1656)
- 6 febbraio - Anne Scott, I duchessa di Buccleuch, nobile scozzese (n. 1651)
- 13 febbraio - William Bromley, politico inglese (n. 1664)
- 16 febbraio - Filippo Guglielmo Pallavicino delle Frabose, politico e militare italiano (n. 1662)
- 17 febbraio - Louis Marchand, organista e compositore francese (n. 1669)
- 20 febbraio - Miklós Pálffy, militare ungherese (n. 1657)
- 20 febbraio - Balthasar Permoser, scultore tedesco (n. 1651)
- 22 febbraio - Maria Teresa di Borbone-Condé, nobile francese (n. 1666)
- 24 febbraio - Prospero Marefoschi, cardinale e arcivescovo cattolico italiano (n. 1653)
- 27 febbraio - Giacomo Serpotta, scultore e stuccatore italiano (n. 1656)
- 29 febbraio - André-Charles Boulle, ebanista francese (n. 1642)

### Marzo
- 2 marzo - Matilde d'Este, nobile italiana (n. 1674)
- 9 marzo - Giuseppe Antonio Bernabei, compositore italiano (n. 1649)
- 23 marzo - Federico II di Sassonia-Gotha-Altenburg, duca tedesco (n. 1676)
- 24 marzo - Giovanni Battista Pastorini, poeta e presbitero italiano (n. 1650)
- 25 marzo - Lucia Filippini, religiosa italiana (n. 1672)
- 26 marzo - Federico di Baden-Durlach, principe tedesco (n. 1703)

### Aprile
- 6 aprile - Francesco Luigi del Palatinato-Neuburg, arcivescovo cattolico tedesco (n. 1664)
- 11 aprile - Colombino Bassi, vescovo cattolico italiano (n. 1660)
- 11 aprile - Giuliano Colonna di Stigliano, I principe di Sonnino, nobile italiano (n. 1671)
- 12 aprile - Giulio Cesare Compagnoni, vescovo cattolico italiano (n. 1675)
- 16 aprile - Antonio Lazzarini, pittore italiano (n. 1672)
- 18 aprile - Louis Feuillée, astronomo, botanico e geografo francese (n. 1660)
- 29 aprile - Giovanni Maria Farina, mercante e profumiere italiano

### Maggio
- 3 maggio - Christoph Fürer von Haimendorf, politico, poeta e traduttore tedesco (n. 1663)
- 21 maggio - Alvise III Mocenigo, militare italiano (n. 1662)
- 21 maggio - Raimondo Recrosio, vescovo cattolico italiano (n. 1657)

### Giugno
- 11 giugno - Adamo Francesco Carlo di Schwarzenberg, nobile e militare austriaco (n. 1680)
- 13 giugno - Johann Heinrich May il giovane, storico, filologo e orientalista tedesco (n. 1688)
- 14 giugno - Giovanni Fossa, pittore italiano (n. 1645)
- 19 giugno - Julius Heinrich von Rehlingen-Radau, presbitero austriaco (n. 1662)

### Luglio
- 2 luglio - Felicjan Konstanty Szaniawski, vescovo cattolico polacco (n. 1668)
- 6 luglio - Antonio Maria Haffner, pittore e presbitero italiano (n. 1654)
- 8 luglio - Antonio Blasi, militare italiano (n. 1646)
- 9 luglio - Donato Anzani, vescovo cattolico italiano (n. 1658)
- 11 luglio - Teodoro Eustachio del Palatinato-Sulzbach, conte (n. 1659)
- 15 luglio - Woodes Rogers, corsaro britannico (n. 1679)
- 19 luglio - Francesco Bartolomeo Conti, compositore italiano
- 29 luglio - Luisa di Anhalt-Dessau, principessa (n. 1709)

### Agosto
- 2 agosto - Johann Hieronymus von Jungen, militare e generale austriaco (n. 1660)
- 4 agosto - Robert Carter I, imprenditore statunitense (n. 1663)
- 18 agosto - Diego Vicencio de Vidania, presbitero, giurista e storico spagnolo (n. 1644)
- 20 agosto - Giovan Battista Pistoi, fantino italiano (n. 1672)
- 21 agosto - Dorothea von Velen, attivista tedesca (n. 1670)
- 23 agosto - Felice Boselli, pittore italiano (n. 1650)
- 28 agosto - Imre Csáky, cardinale e arcivescovo cattolico ungherese (n. 1672)
- 28 agosto - Sigismondo III d'Este, nobile (n. 1647)

### Settembre
- 4 settembre - Armengol Amill, generale spagnolo (n. 1665)
- 10 settembre - Jacques Eugène d'Allonville de Louville, astronomo e matematico francese (n. 1671)
- 12 settembre - Jean-Philippe-Eugène de Mérode-Westerloo, militare belga (n. 1674)
- 22 settembre - Herman Moll, cartografo, incisore e editore britannico
- 22 settembre - Marco Antonio Raimondi, vescovo cattolico italiano (n. 1671)
- 24 settembre - Reigen, imperatore giapponese (n. 1654)

### Ottobre
- 8 ottobre - Antonio Vaira, vescovo cattolico italiano (n. 1649)
- 15 ottobre - Tommaso d'Aquino, vescovo cattolico italiano (n. 1657)
- 23 ottobre - Wriothesley Russell, III duca di Bedford, nobile britannico (n. 1708)
- 25 ottobre - Andrea Brustolon, scultore italiano (n. 1662)
- 31 ottobre - Benedetto Fortini, pittore italiano (n. 1676)
- 31 ottobre - Vittorio Amedeo II di Savoia, re (n. 1666)

### Novembre
- 5 novembre - Richard Bradley, naturalista e botanico inglese (n. 1688)
- 10 novembre - Adam Christian Thebesius, anatomista tedesco (n. 1686)
- 15 novembre - Gerolamo Frigimelica, architetto, librettista e poeta italiano (n. 1653)
- 18 novembre - Christopher Pinchbeck, inventore e orologiaio inglese (n. 1670)
- 21 novembre - Álvaro José de Navia-Osorio y Vigil de la Rúa, generale, diplomatico e scrittore spagnolo (n. 1684)
- 28 novembre - Ümmügülsüm Sultan, principessa ottomana (n. 1708)

### Dicembre
- 1º dicembre - Giovanni Serbelloni, II duca di San Gabrio, militare, politico e nobile italiano (n. 1665)
- 4 dicembre - John Gay, poeta e drammaturgo britannico (n. 1685)
- 13 dicembre - Francesco Trevisan, vescovo cattolico italiano (n. 1658)
- 17 dicembre - Carlo Archinto, nobiluomo, funzionario e mecenate italiano (n. 1670)
- 17 dicembre - Giuseppe Giovanni Adamo del Liechtenstein, principe austriaco (n. 1690)
- 23 dicembre - Thomas Howard, VIII duca di Norfolk, nobile inglese (n. 1683)
- 25 dicembre - William Paston, II conte di Yarmouth, nobile e politico inglese (n. 1654)
- 26 dicembre - Giacomo Amato, architetto italiano (n. 1643)
- 28 dicembre - Costantino II di Cachezia, re
- 28 dicembre - Johann Christian Kirchner, scultore tedesco (n. 1691)
- 30 dicembre - Cornelio Bentivoglio, cardinale, arcivescovo cattolico e scrittore italiano (n. 1668)

### Senza giorno specificato
- Andrea Belvedere, pittore italiano
- Bartolomeo Bernardi, compositore e violinista italiano (n. 1660)
- Thomas Boston, teologo britannico (n. 1636)
- Joachim Justus Breithaupt, teologo tedesco (n. 1658)
- Arthur Collier, presbitero, filosofo e teologo inglese (n. 1680)
- Domenico Corbarelli, scultore italiano (n. 1656)
- Mihrişah Kadin, ottomana
- John Erskine, XXIII conte di Mar, politico britannico (n. 1675)
- Marie Émilie de Joly de Choin, francese (n. 1670)
- Niccolò Lapi, pittore italiano
- Bianca Maria Meda, compositrice italiana (n. 1661)
- Theodorus Netscher, pittore olandese (n. 1661)
- Bartolomeo Pedon, pittore italiano (n. 1665)
- Filippo Maria Positano, vescovo cattolico italiano (n. 1677)
- Antonio Puglieschi, pittore italiano (n. 1660)
- Rabia Şermi Kadin, ottomana
- Giuseppe Tonelli, pittore italiano (n. 1668)
- Pier Francesco Tosi, cantante castrato e compositore italiano (n. 1654)
- Geronymo de Ustariz, economista spagnolo (n. 1670)
- Yirmisekiz Mehmed Çelebi, ambasciatore ottomano

## Calendario
| Calendario 1732 | Calendario 1732 | Calendario 1732 | Calendario 1732 | Calendario 1732 | Calendario 1732 | Calendario 1732 | Calendario 1732 | Calendario 1732 | Calendario 1732 | Calendario 1732 | Calendario 1732 | Calendario 1732 | Calendario 1732 | Calendario 1732 | Calendario 1732 | Calendario 1732 | Calendario 1732 | Calendario 1732 | Calendario 1732 | Calendario 1732 | Calendario 1732 | Calendario 1732 | Calendario 1732 | Calendario 1732 | Calendario 1732 | Calendario 1732 | Calendario 1732 | Calendario 1732 | Calendario 1732 | Calendario 1732 | Calendario 1732 | Calendario 1732 |
| --------------- | --------------- | --------------- | --------------- | --------------- | --------------- | --------------- | --------------- | --------------- | --------------- | --------------- | --------------- | --------------- | --------------- | --------------- | --------------- | --------------- | --------------- | --------------- | --------------- | --------------- | --------------- | --------------- | --------------- | --------------- | --------------- | --------------- | --------------- | --------------- | --------------- | --------------- | --------------- | --------------- |
|                 | 1               | 2               | 3               | 4               | 5               | 6               | 7               | 8               | 9               | 10              | 11              | 12              | 13              | 14              | 15              | 16              | 17              | 18              | 19              | 20              | 21              | 22              | 23              | 24              | 25              | 26              | 27              | 28              | 29              | 30              | 31              |                 |
| Gennaio         | Ma              | Me              | Gi              | Ve              | Sa              | Do              | Lu              | Ma              | Me              | Gi              | Ve              | Sa              | Do              | Lu              | Ma              | Me              | Gi              | Ve              | Sa              | Do              | Lu              | Ma              | Me              | Gi              | Ve              | Sa              | Do              | Lu              | Ma              | Me              | Gi              |                 |
| Febbraio        | Ve              | Sa              | Do              | Lu              | Ma              | Me              | Gi              | Ve              | Sa              | Do              | Lu              | Ma              | Me              | Gi              | Ve              | Sa              | Do              | Lu              | Ma              | Me              | Gi              | Ve              | Sa              | Do              | Lu              | Ma              | Me              | Gi              | Ve              |                 |                 |                 |
| Marzo           | Sa              | Do              | Lu              | Ma              | Me              | Gi              | Ve              | Sa              | Do              | Lu              | Ma              | Me              | Gi              | Ve              | Sa              | Do              | Lu              | Ma              | Me              | Gi              | Ve              | Sa              | Do              | Lu              | Ma              | Me              | Gi              | Ve              | Sa              | Do              | Lu              |                 |
| Aprile          | Ma              | Me              | Gi              | Ve              | Sa              | Do              | Lu              | Ma              | Me              | Gi              | Ve              | Sa              | Do              | Lu              | Ma              | Me              | Gi              | Ve              | Sa              | Do              | Lu              | Ma              | Me              | Gi              | Ve              | Sa              | Do              | Lu              | Ma              | Me              |                 |                 |
| Maggio          | Gi              | Ve              | Sa              | Do              | Lu              | Ma              | Me              | Gi              | Ve              | Sa              | Do              | Lu              | Ma              | Me              | Gi              | Ve              | Sa              | Do              | Lu              | Ma              | Me              | Gi              | Ve              | Sa              | Do              | Lu              | Ma              | Me              | Gi              | Ve              | Sa              |                 |
| Giugno          | Do              | Lu              | Ma              | Me              | Gi              | Ve              | Sa              | Do              | Lu              | Ma              | Me              | Gi              | Ve              | Sa              | Do              | Lu              | Ma              | Me              | Gi              | Ve              | Sa              | Do              | Lu              | Ma              | Me              | Gi              | Ve              | Sa              | Do              | Lu              |                 |                 |
| Luglio          | Ma              | Me              | Gi              | Ve              | Sa              | Do              | Lu              | Ma              | Me              | Gi              | Ve              | Sa              | Do              | Lu              | Ma              | Me              | Gi              | Ve              | Sa              | Do              | Lu              | Ma              | Me              | Gi              | Ve              | Sa              | Do              | Lu              | Ma              | Me              | Gi              |                 |
| Agosto          | Ve              | Sa              | Do              | Lu              | Ma              | Me              | Gi              | Ve              | Sa              | Do              | Lu              | Ma              | Me              | Gi              | Ve              | Sa              | Do              | Lu              | Ma              | Me              | Gi              | Ve              | Sa              | Do              | Lu              | Ma              | Me              | Gi              | Ve              | Sa              | Do              |                 |
| Settembre       | Lu              | Ma              | Me              | Gi              | Ve              | Sa              | Do              | Lu              | Ma              | Me              | Gi              | Ve              | Sa              | Do              | Lu              | Ma              | Me              | Gi              | Ve              | Sa              | Do              | Lu              | Ma              | Me              | Gi              | Ve              | Sa              | Do              | Lu              | Ma              |                 |                 |
| Ottobre         | Me              | Gi              | Ve              | Sa              | Do              | Lu              | Ma              | Me              | Gi              | Ve              | Sa              | Do              | Lu              | Ma              | Me              | Gi              | Ve              | Sa              | Do              | Lu              | Ma              | Me              | Gi              | Ve              | Sa              | Do              | Lu              | Ma              | Me              | Gi              | Ve              |                 |
| Novembre        | Sa              | Do              | Lu              | Ma              | Me              | Gi              | Ve              | Sa              | Do              | Lu              | Ma              | Me              | Gi              | Ve              | Sa              | Do              | Lu              | Ma              | Me              | Gi              | Ve              | Sa              | Do              | Lu              | Ma              | Me              | Gi              | Ve              | Sa              | Do              |                 |                 |
| Dicembre        | Lu              | Ma              | Me              | Gi              | Ve              | Sa              | Do              | Lu              | Ma              | Me              | Gi              | Ve              | Sa              | Do              | Lu              | Ma              | Me              | Gi              | Ve              | Sa              | Do              | Lu              | Ma              | Me              | Gi              | Ve              | Sa              | Do              | Lu              | Ma              | Me              |                 |